# Pointe-Calumet
Pointe-Calumet ist eine Gemeinde im Südwesten der kanadischen Provinz Québec. Sie liegt in der Verwaltungsregion Laurentides, rund 30 km westlich von Montreal. Pointe-Calumet gehört zur regionalen Grafschaftsgemeinde (municipalité régionale du comté) Deux-Montagnes, hat eine Fläche von 4,62 km² und zählt 6428 Einwohner (Stand: 2016).

## Geographie
Pointe-Calumet liegt am Nordufer des Lac des Deux Montagnes, der zum Mündungsbereich des Ottawa gehört. Rund 300 Meter vom Seeufer entfernt befinden sich zwei weitere kleine Seen, der Lac de la Sablière und der Lac des Sables. Nachbargemeinden sind Oka im Westen, Saint-Joseph-du-Lac im Norden, Sainte-Marthe-sur-le-Lac im Nordosten und der Montrealer Stadtbezirk L’Île-Bizard–Sainte-Geneviève im Südosten (auf der gegenüberliegenden Seite des Lac des Deux Montagnes).

## Geschichte
Der Ort ist benannt nach einem indianischen Versammlungsort, an dem sich irokesische Stämme trafen, um die Friedenspfeife (frz. calumet) zu rauchen. Überliefert ist ein Treffen zwischen Abenaki und Irokesen im Jahr 1720, die dort ein Abkommen schlossen. Auf einer Karte der Seigneurie Lac-des-Deux-Montagnes von 1798 ist eine Stelle namens Pointe Calumet vermerkt. Ab 1916 entstanden aufgrund der Nähe zu einem attraktiven Sandstrand zahlreiche Ferienhäuser, die mit der Zeit ganzjährig bewohnt wurden. Die Gründung der Gemeinde Pointe-Calumet erfolgte 1953 durch eine Gebietsabtretung der Nachbargemeinde Saint-Joseph-du-Lac. Pointe-Calumet ist Mitglied des im Jahr 2000 gegründeten Zweckverbandes Communauté métropolitaine de Montréal.

## Bevölkerung
Gemäß der Volkszählung 2011 zählte Pointe-Calumet 6.396 Einwohner, was einer Bevölkerungsdichte von 1381,4 Einw./km² entspricht. 93,7 % der Bevölkerung gaben Französisch als Hauptsprache an, der Anteil des Englischen betrug 3,3 %. Als zweisprachig (Französisch und Englisch) bezeichneten sich 0,8 %, auf andere Sprachen und Mehrfachantworten entfielen 2,2 %. Ausschließlich Französisch sprachen 60,1 %. Im Jahr 2001 waren 92,0 % der Bevölkerung römisch-katholisch, 2,5 % protestantisch und 3,8 % konfessionslos.

## Verkehr
Der Ort wird durch die Hauptstraße 344 erschlossen. Darüber hinaus verläuft die Autoroute 640 nördlich des Ortes in Richtung Repentigny. Eine Buslinie verbindet Pointe-Calumet mit Deux-Montagnes, wo am Bahnhof Anschluss an die exo-Vorortszüge nach Montreal besteht (ab 2023/24 an die REM-Strecke).